# Albian Ajeti
Albian Ajeti (Bázel, 1997. február 26. –) svájci válogatott labdarúgó, a Basel csatára.

## Pályafutása

### Klubcsapatokban
Ajeti a svájci Bázel városában született. Az ifjúsági pályafutását a helyi Baselnél kezdte.
2014-ben mutatkozott be a Basel első osztályban szereplő felnőtt keretében. 2016-ban a német első osztályban érdekelt Augsburg szerződtette. A 2016–17-es szezonban a svájci St. Gallennél szerepelt kölcsönben, majd a szezon végén a klubhoz is igazolt. 2017 októberében visszatért a Baselhez. A 2017–18-as szezonban 32 mérkőzésen elért 17 góljával megszerezte a svájci első osztály gólkirályi címét. 
2019-ban a Premier League-ben szereplő West Ham-hez igazolt, ám mindössze csak kilencszer lépett pályára a bajnokságban. 2020 nyarán a skót Celtichez csatlakozott. A 2022–23-as szezonban az osztrák Sturm Graz csapatát erősítette, mint kölcsönjátékos. 2023-ban a török Gaziantepnél folytatta a pályafutását.
2024. február 1-jén másfél éves szerződést kötött a Basel együttesével. Először a 2024. február 17-ei, Grasshoppers ellen idegenben 2–1-re elvesztett mérkőzés 73. percében, Anton Kade cseréjeként lépett pályára. Első gólját 2024. május 14-én, a Stade Lausanne Ouchy ellen hazai pályán 2–0-ra megnyert találkozón szerezte meg.

### A válogatottban
Ajeti az U15-östől az U21-esig szinte minden korosztályos válogatottban képviselte Svájcot.
2018-ban mutatkozott be a felnőtt válogatottban. Először a 2018. szeptember 8-ai, Izland ellen 6–0-ás győzelemmel zárult Nemzetek Ligája mérkőzés 65. percében, Breel Embolot váltva lépett pályára, majd 6 perccel később megszerezte első válogatott gólját is.

## Statisztika
2024. augusztus 31. szerint.

| Klub            | Szezon   | Bajnokság            | Bajnokság | Bajnokság | Kupa  | Kupa  | Nemzetközi | Nemzetközi | Összesen | Összesen |
| Klub            | Szezon   | Bajnokság            | Mérk.     | Gólok     | Mérk. | Gólok | Mérk.      | Gólok      | Mérk.    | Gólok    |
| --------------- | -------- | -------------------- | --------- | --------- | ----- | ----- | ---------- | ---------- | -------- | -------- |
| Basel           | 2013–14  | Swiss Super League   | 2         | 1         | 0     | 0     | 1          | 0          | 3        | 1        |
| Basel           | 2014–15  | Swiss Super League   | 4         | 1         | 1     | 0     | —          | —          | 5        | 1        |
| Basel           | 2015–16  | Swiss Super League   | 5         | 1         | 3     | 3     | 3          | 0          | 11       | 4        |
| Augsburg        | 2015–16  | Bundesliga           | 1         | 0         | 0     | 0     | —          | —          | 1        | 0        |
| St. Gallen      | 2016–17  | Swiss Super League   | 29        | 10        | 1     | 1     | —          | —          | 30       | 11       |
| St. Gallen      | 2017–18  | Swiss Super League   | 7         | 3         | 1     | 0     | —          | —          | 8        | 3        |
| Basel           | 2017–18  | Swiss Super League   | 25        | 14        | 1     | 0     | 3          | 0          | 29       | 14       |
| Basel           | 2018–19  | Swiss Super League   | 32        | 14        | 5     | 5     | 6          | 2          | 43       | 21       |
| Basel           | 2019–20  | Swiss Super League   | 1         | 1         | 0     | 0     | 2          | 1          | 3        | 2        |
| West Ham United | 2019–20  | Premier League       | 9         | 0         | 3     | 0     | —          | —          | 12       | 0        |
| Celtic          | 2020–21  | Scottish Premiership | 20        | 6         | 4     | 0     | 7          | 0          | 31       | 6        |
| Celtic          | 2021–22  | Scottish Premiership | 7         | 2         | 3     | 0     | 7          | 1          | 17       | 3        |
| Sturm Graz      | 2022–23  | Osztrák Bundesliga   | 15        | 3         | 3     | 1     | 5          | 0          | 23       | 4        |
| Gaziantep       | 2023–24  | Süper Lig            | 4         | 1         | 1     | 0     | —          | —          | 5        | 1        |
| Basel           | 2023–24  | Swiss Super League   | 5         | 1         | 1     | 0     | —          | —          | 6        | 1        |
| Basel           | 2024–25  | Swiss Super League   | 6         | 4         | 1     | 2     | —          | —          | 7        | 6        |
| Összesen        | Összesen | Összesen             | 172       | 62        | 28    | 12    | 34         | 4          | 234      | 78       |

### A válogatottban
| Válogatott | Év       | Pályára lépés | Gól |
| ---------- | -------- | ------------- | --- |
| Svájc      | 2018     | 5             | 1   |
| Svájc      | 2019     | 5             | 0   |
| Svájc      | 2020     | 1             | 0   |
| Összesen   | Összesen | 11            | 1   |

### Góljai a válogatottban
| # | Dátum               | Helyszín                       | Ellenfél | Gól | Végeredmény | Verseny                                    |
| - | ------------------- | ------------------------------ | -------- | --- | ----------- | ------------------------------------------ |
| 1 | 2018. szeptember 8. | Kybunpark, Sankt Gallen, Svájc | Izland   | 5–0 | 6–0         | 2018–2019-es UEFA Nemzetek Ligája (A liga) |

## Sikerei, díjai
Basel
- Super League
  - Bajnok (2): 2013–14, 2014–15
  - Ezüstérmes (2): 2017–18, 2018–19

- Svájci kupa
  - Győztes (1): 2018–19
  - Döntős (2): 2013–14, 2014–15

Celtic
- Scottish Premiership
  - Bajnok (1): 2021–22
  - Ezüstérmes (1): 2020–21

- Skót Kupa
  - Győztes (1): 2019–20

- Skót Ligakupa
  - Győztes (1): 2021–22

Sturm Graz
- Osztrák Bundesliga
  - Ezüstérmes (1): 2022–23

- Osztrák Kupa
  - Győztes (1): 2022–23

Egyéni
- A svájci első osztály gólkirálya: 2017–18 (17 góllal)